# Angevillers
Angevillers (fràncic lorenès Aasler) és un municipi francès situat al departament del Mosel·la i a la regió del Gran Est. L'any 2007 tenia 1.273 habitants.

## Demografia

### Població
El 2007 la població de fet d'Angevillers era de 1.273 persones. Hi havia 480 famílies, de les quals 104 eren unipersonals (40 homes vivint sols i 64 dones vivint soles), 140 parelles sense fills, 208 parelles amb fills i 28 famílies monoparentals amb fills.
La població ha evolucionat segons el següent gràfic:
Habitants censats

### Habitatges
El 2007 hi havia 522 habitatges, 497 eren l'habitatge principal de la família, 2 eren segones residències i 23 estaven desocupats. 430 eren cases i 91 eren apartaments. Dels 497 habitatges principals, 404 estaven ocupats pels seus propietaris, 82 estaven llogats i ocupats pels llogaters i 11 estaven cedits a títol gratuït; 22 tenien dues cambres, 59 en tenien tres, 121 en tenien quatre i 295 en tenien cinc o més. 401 habitatges disposaven pel capbaix d'una plaça de pàrquing. A 188 habitatges hi havia un automòbil i a 249 n'hi havia dos o més.

### Piràmide de població
La piràmide de població per edats i sexe el 2009 era:
| Homes | Edats   | Dones |
| ----- | ------- | ----- |
| 0     | 95 o +  | 0     |
| 0     | 90 a 94 | 4     |
| 0     | 85 a 89 | 8     |
| 0     | 80 a 84 | 4     |
| 4     | 75 a 79 | 28    |
| 20    | 70 a 74 | 24    |
| 36    | 65 a 69 | 28    |
| 52    | 60 a 64 | 48    |
| 16    | 55 a 59 | 24    |
| 24    | 50 a 54 | 48    |
| 52    | 45 a 49 | 40    |
| 60    | 40 a 44 | 36    |
| 32    | 35 a 39 | 40    |
| 60    | 30 a 34 | 32    |
| 60    | 25 a 29 | 60    |
| 32    | 20 a 24 | 24    |
| 40    | 15 a 19 | 44    |
| 28    | 10 a 14 | 40    |
| 36    | 5 a 9   | 28    |
| 48    | 0 a 4   | 16    |

## Economia
El 2007 la població en edat de treballar era de 815 persones, 580 eren actives i 235 eren inactives. De les 580 persones actives 537 estaven ocupades (309 homes i 228 dones) i 43 estaven aturades (14 homes i 29 dones). De les 235 persones inactives 70 estaven jubilades, 64 estaven estudiant i 101 estaven classificades com a «altres inactius».

### Ingressos
El 2009 a Angevillers hi havia 481 unitats fiscals que integraven 1.219 persones, la mediana anual d'ingressos fiscals per persona era de 18.296 €.

### Activitats econòmiques
Dels 17 establiments que hi havia el 2007, 2 eren d'empreses de fabricació d'altres productes industrials, 3 d'empreses de construcció, 1 d'una empresa de comerç i reparació d'automòbils, 1 d'una empresa financera, 3 d'empreses de serveis, 5 d'entitats de l'administració pública i 2 d'empreses classificades com a «altres activitats de serveis».
Dels 4 establiments de servei als particulars que hi havia el 2009, 1 era un taller d'inspecció tècnica de vehicles, 2 lampisteries i 1 perruqueria.
L'únic establiment comercial que hi havia el 2009 era una fleca.
L'any 2000 a Angevillers hi havia 8 explotacions agrícoles.

## Equipaments sanitaris i escolars
L'únic equipament sanitari que hi havia el 2009 era un centre de salut.
El 2009 hi havia 1 escola maternal i 1 escola elemental.

## Poblacions més properes
El següent diagrama mostra les poblacions més properes.